# Onthophagus nigripennis
Onthophagus nigripennis là một loài bọ cánh cứng trong họ Bọ hung (Scarabaeidae).